# 母乳バンク

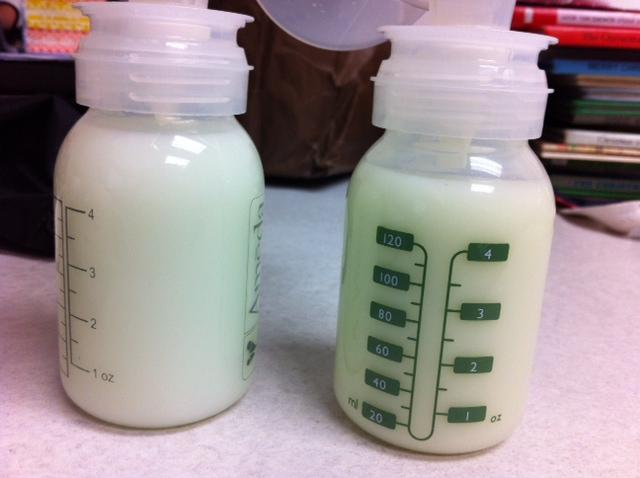
搾乳した母乳の入ったボトル。母乳を袋に移し替えて冷凍する。

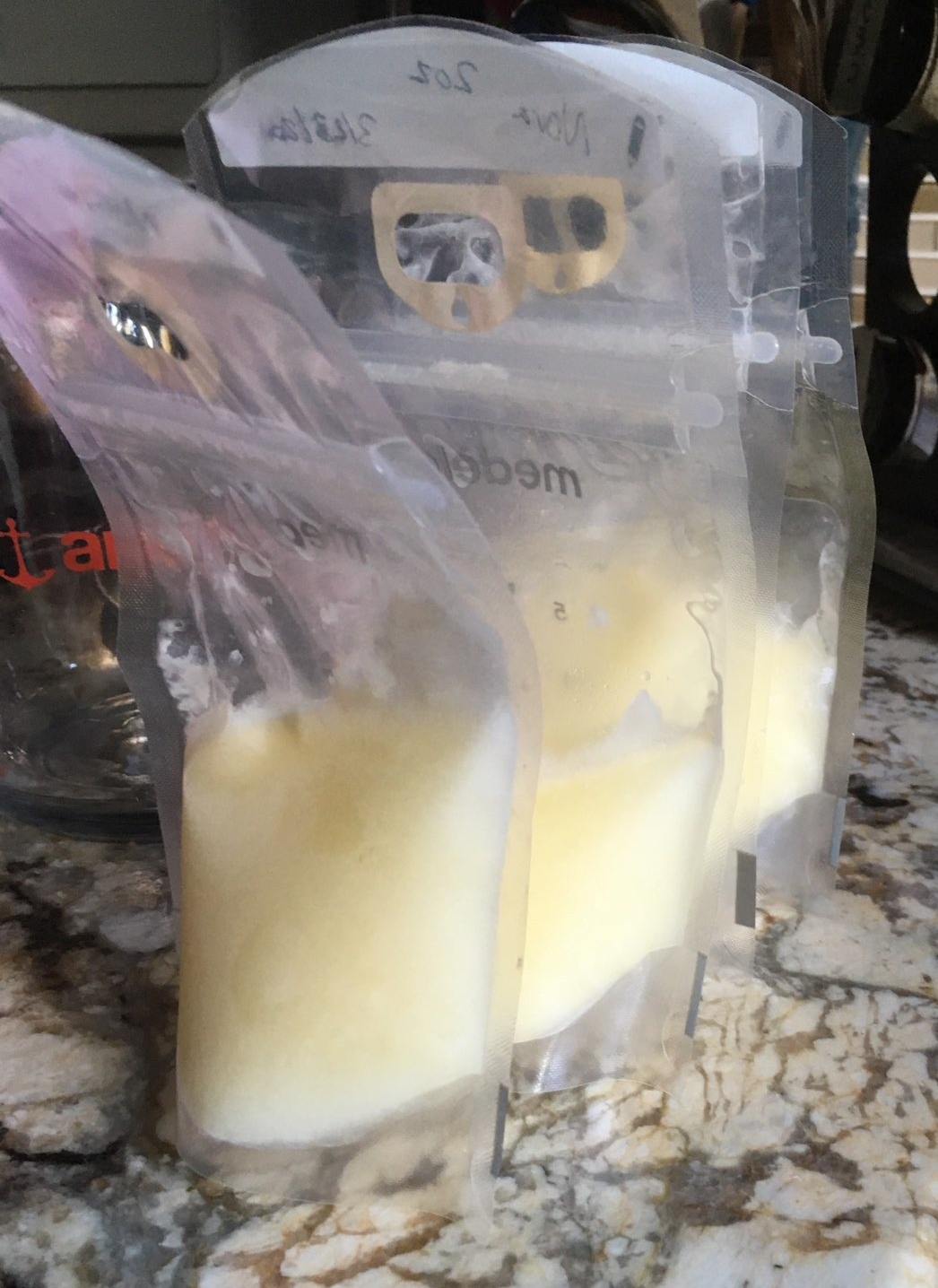
冷凍された母乳

母乳バンク（ぼにゅうバンク、human milk bank、breast milk bank）は、生物学的に無関係な授乳婦から母乳を収集、スクリーニング、加工、殺菌し、処方に基づいて乳児に提供するサービスである。生後6か月未満の乳児に取って最適な栄養は母乳である。授乳できない、もしくは母乳が充分に出ない女性にとって、 殺菌処理されたドナーミルクを有効な手段となりうる。加熱処理されていない母乳の非公式な共有は、感染への懸念から、安全な代替策とは考えられていない。低温殺菌済みのドナーミルクが入手できない場合は、人工乳が次善の策となる。
母乳バンクは、母体疾患や社会的背景から自母乳を与えられない母親にとって、よい解決策となりうる。
母乳バンクの受容と利用は増加している。国際母乳バンク・イニシアティブ（The International Milk Banking Initiative, IMBI）は、2005年の国際HMBANA会議で設立された。IMBI は、母乳バンク・プログラムを実施している33か国をリストアップしている。 世界保健機関は、自母乳を与えることが困難な場合の最初の代替案として、他の供給源からの母乳の利用を挙げている。
母乳バンクの主たる利用者は早産児である。消化管疾患や代謝疾患も利用する場合がある。自母乳を与えられない場合、人工乳の代わりに母乳バンクの母乳が与えられる。 がん化学療法中の児や成長不全の児など、多様な医学的状態に対して用いられる場合がある。

## 歴史
ドナーミルクの歴史は、乳母の慣習に遡ることができる 。母乳の共有に関する最初の規定は、ハンムラビ法典（紀元前1800年）にみられる。これらの規定は、乳児は母乳を通じて授乳者の形質を受け継ぐという、古来からの考えに基づいていた。11世紀のヨーロパ文化では、王族・貴族階級では乳母が一般的な慣習であった。 乳母の不健康なライフスタイルへの懸念から、19世紀には乳母の慣習は減少した。 その結果、医学会は新生児に対する代替栄養の効果を研究し始めた。 ウィーン大学のテオドール・エッシェリヒは、1902年から1911年にかけて、様々な栄養源とその新生児への影響を調査・研究した。母乳で育った新生児の腸内細菌は、他の方法で育てられた新生児の腸内細菌と著しく異なっていた。1909年、エッシェリヒは世界初の母乳バンクを解説した。翌年、米国初の母乳バンクがタフツ小児病院に開設された。
1960年代には、人工乳の進歩により、母乳バンクは衰退していった。しかし、世界保健機関と国連児童基金は、ドナーミルクが自母乳の最良の選択肢であるという立場を維持した[11]。HIV の流行に伴い、厳格なスクリーニングの必要性から、母乳バンクの運営コストが増大し、閉鎖される母乳バンクもあった[13]。

しかし現在では、スクリーニング方法の改善と手順の標準化により、母乳に代わる現実的な選択肢として提供されるようになった。母乳の殺菌処理により最長8か月間保存できるようになっため、母乳バンクは世界的企業になる可能性もある。

## ドナーの要件
- 健康であること
- 授乳中であること
- 胸部レントゲンまたはタイン検査（英語版）を受けること
- VDRL検査（英語版）が陰性であること、日本ではRPR検査（英語版）の方が一般的である。いずれも梅毒の抗体をみる検査。ただし、別の原因（ほかの感染症、妊娠、加齢、炎症、膠原病など）でも陽性になることがあり、その場合、偽陽性と呼ばれる。[14]
- 肝炎の証拠がないこと
- HIV陰性であること

他の要件が必要になる場合もある。オーストラリアの赤十字者は、母乳を寄附できるかを次善に自己診断できるクイズを提供している。

## 懸念点
下記のような懸念が考えられる
- 費用
- 利用可能性
- 医療提供者の関心の欠如
- 提供者に関する懸念[16]
- ドナーミルクの有効な殺菌処理[17]

## 消費者
ドナーミルクの主な消費者は早産児であるが、疾患を有する成人も消費者になりうる。早産児へのドナーミルクの使用の主たる理由は、自母乳を供給できないことである。

## 健康上の利点
母乳バンクは、他の母親から信頼できる健康な母乳を子どもに提供する機会を提供する。母乳バンクが必要とされているのは、信頼できる母乳を提供できない母親を持つ子供たちが飲む母乳を提供するためである。

## 世界のドナーミルク

### アフリカ
2022年、授乳コンサルタントのチニー・オビンワンヌ医師はミルクバンク・ナイジェリアを設立した。
南アフリカ共和国には、ケープタウンを拠点とする母乳の収集・配布プログラム「ミルク・マターズ」がある。

### ラテンアメリカ
ブラジルには217の母乳バンクの広範なネットワークがあり、世界で最も費用効率の高い母乳バンクシステムを有しているとされる。1985年に最初の母乳バンクが設立されて以来、母乳バンクの普及もあって、ブラジルの乳児死亡率は73%低下した。2011年には、約16万6千人の授乳婦から16万5千リットルの母乳が寄附され、約17万人の乳児に提供された。ブラジル・イベロアメリカ母乳バンクネットワークがこれらの取り組みを調整している。すべてのドナーはスクリーニングされ、健康かつ薬を服用していないことが条件となる。ブラジルのシステムは、安価な低温殺菌法によって特徴づけられ、スペイン、ポルトガル、カーボベルデ諸島、その他のラテンアメリカの一部など、他の国々にも広がっている。

### ヨーロッパ
ヨーロッパでは28か国223の母乳バンクが稼働しており、2018年11月現在さらに14のミルクバンクが計画されている。現在、イタリアには最多39の母乳バンクがあるが、グルジア、スロベニア、トルコには少ない。

### 北米
北米母乳バンク協会(HMBANA)は、「母乳バンクの設立および運営に関するガイドライン（Guidelines for the Establishment and Operation of a Donor Human Milk Bank）」として北米における安全な母乳の収集と利用に関する包括的なガイドラインを定めている。2014年現在、北米には16の母乳バンクがある。2013年現在、年間約300万オンスの母乳を収集している。